# Robert Smithson
Robert Smithson (Passaic, Nova Jérsei, 2 de janeiro de 1938 — Amarillo, 20 de julho de 1973) foi um artista estadunidense, conhecido pela escultura e expoente da corrente artística land art que frequentemente usava desenho e fotografia em relação às artes espaciais. Seu trabalho foi exibido internacionalmente em galerias e museus e é mantido em coleções públicas, incluindo o Museu de Arte Moderna de Nova York, o Smithsonian American Art Museum, Solomon R. Guggenheim Museum, Nova York, o Tate Modern, Londres, o Whitney Museum da American Art , New York, entre outros. Ele foi um dos fundadores do movimento Land Art, cujo trabalho mais conhecido é o Spiral Jetty.

## Biografia
Smithson viveu os primeiros anos de sua vida em Rutherford, onde William Carlos Williams foi seu pediatra. Quando Smithson tinha nove anos sua família mudou-se para Clifton. Ele estudou pintura e desenho em Nova York, no Art Students League of New York, entre 1955 e 1956 e, em seguida, brevemente no Brooklyn Museum School.

## Trabalho mais significativo

### Spiral Jetty
Spiral Jetty do topo de Rozel Point, em meados de abril de 2005. Foi criado em 1970 e ainda existe. Muitas vezes é submerso pelo nível flutuante do lago. Consiste em cerca de 6 500 toneladas de basalto, terra e sal
Spiral Jetty (1970) é uma construção de terra na forma de uma espiral de 1 500 pés de comprimento (460 m) e 15 pés de largura (4,6 m) no sentido anti-horário de rochas basálticas locais e lama, formando um cais que se projeta da costa de o Grande Lago Salgado perto de Rozel Point, em Utah. Ao longo dos anos, acumulou uma pátina de cristais de sal quando o nível do lago está baixo. Alguns historiadores de arte consideram o Spiral Jetty a obra mais importante de Smithson. Ele documentou a construção da escultura em um filme colorido de 32 minutos também intitulado Spiral Jetty. Smithson escreveu que escolheu deliberadamente o local devido à sua proximidade a um cais de petróleo abandonado. Nos últimos anos, a extração de petróleo e gás ameaçou a área.

## Galeria

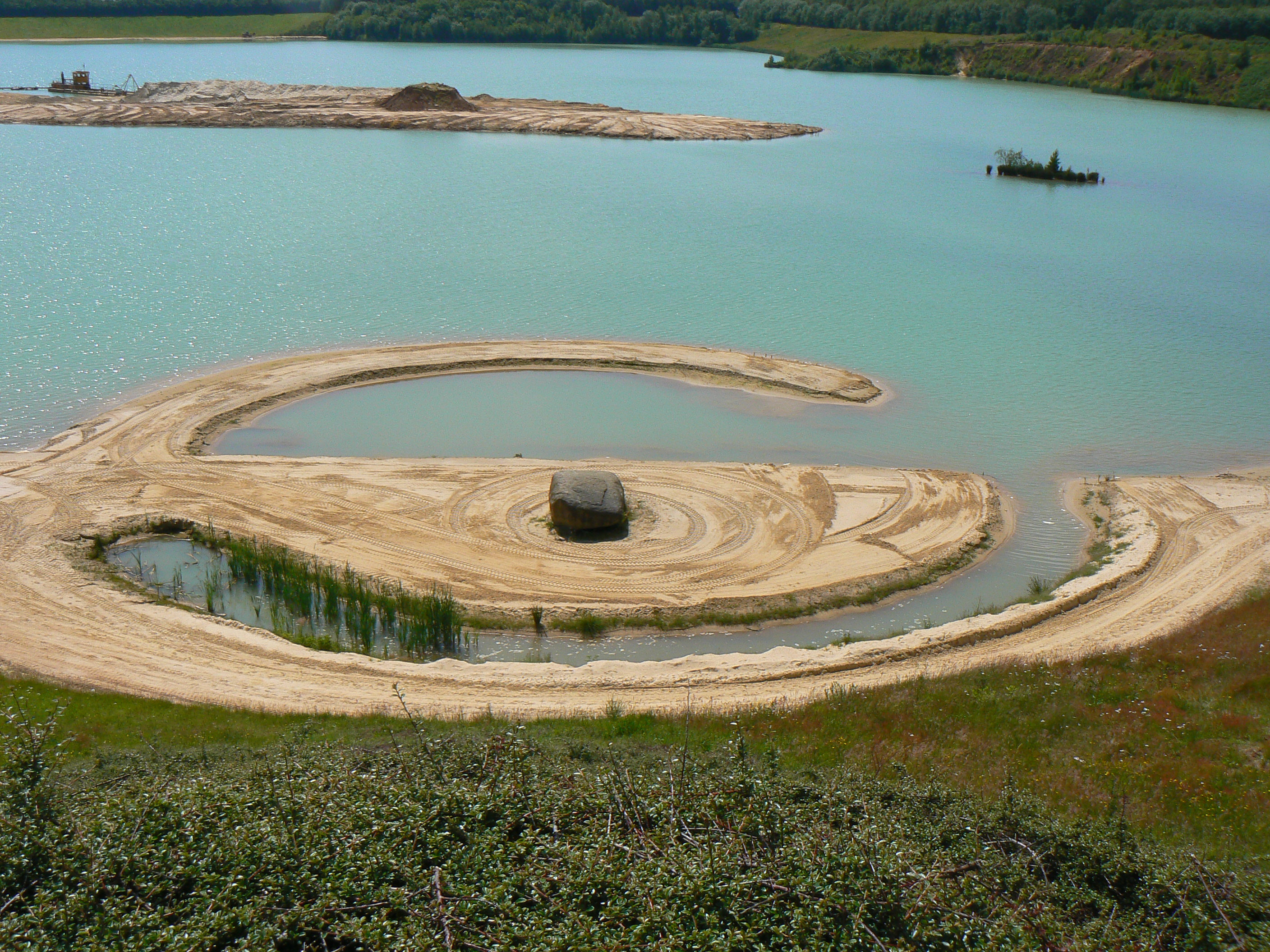
Círculo Quebrado, Emmen, Holanda
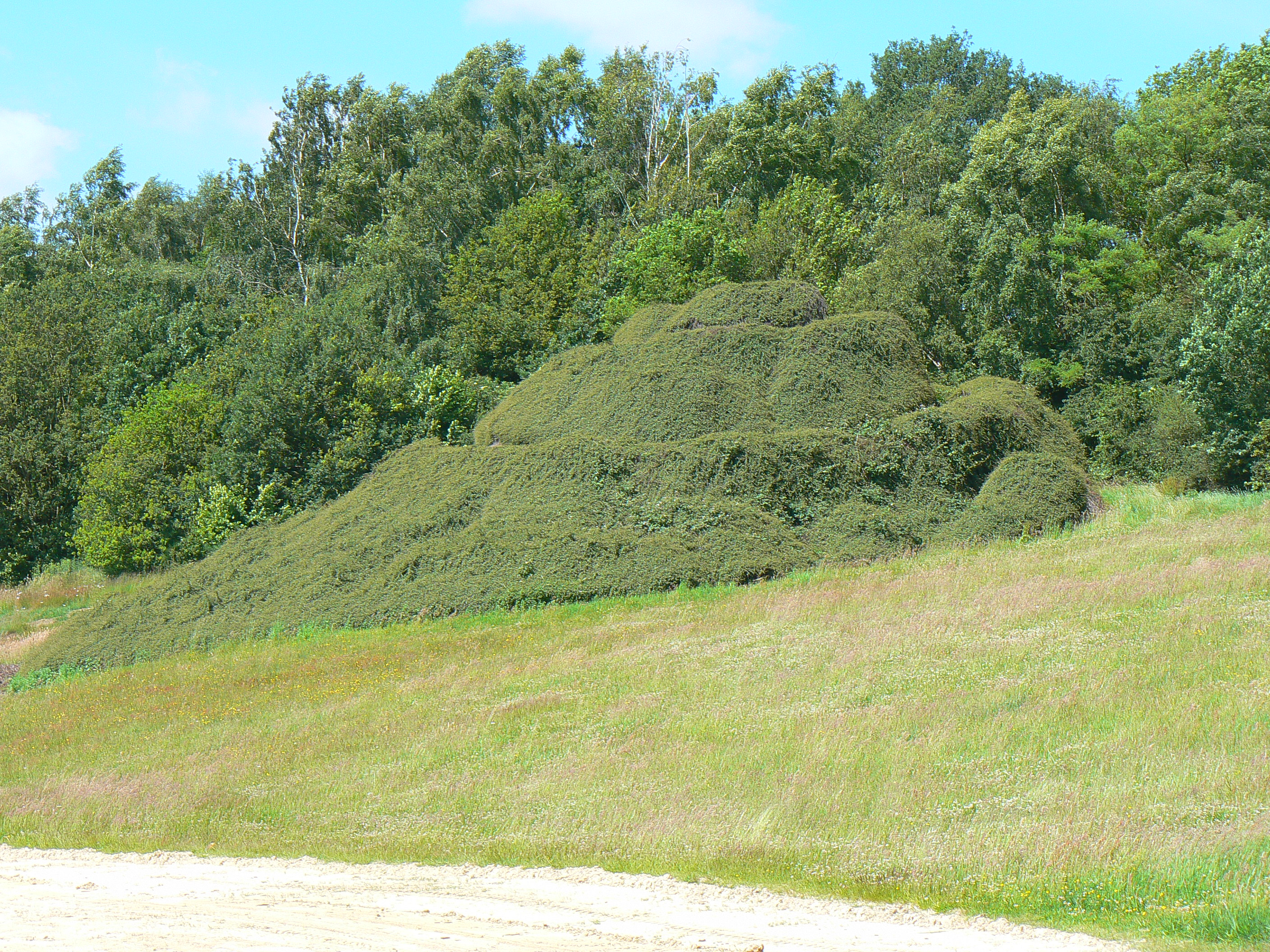
Spiral Hill, Emmen, Holanda
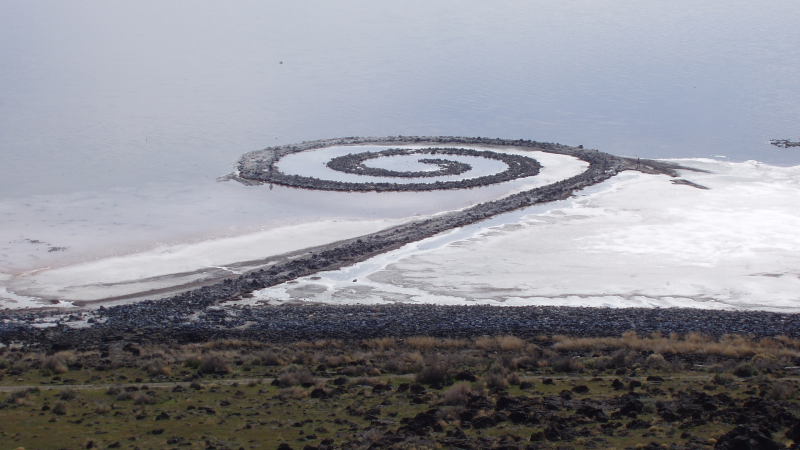
Spiral Jetty, Utah, USA
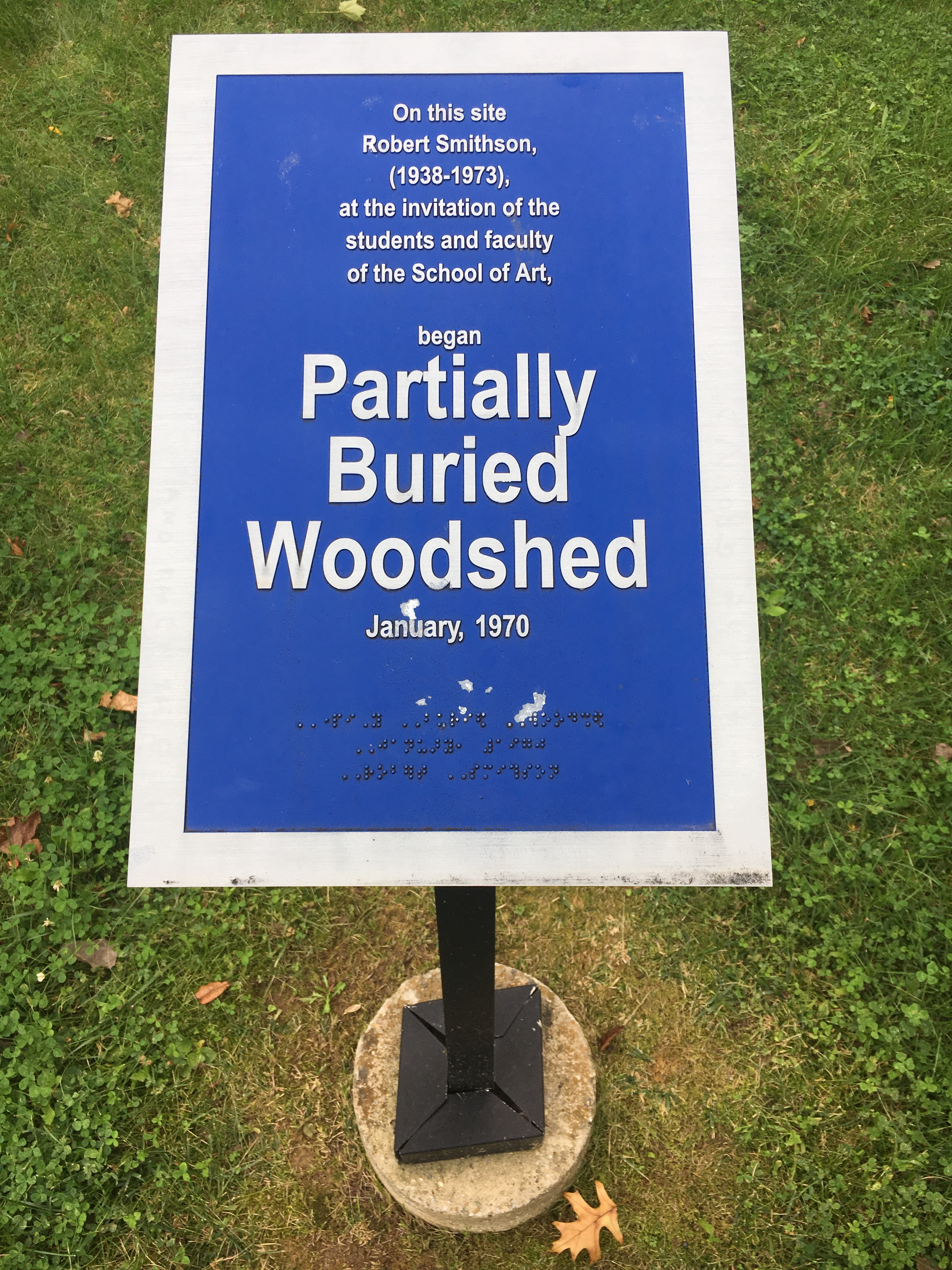
Placa de madeira parcialmente enterrada, Kent, OH, US
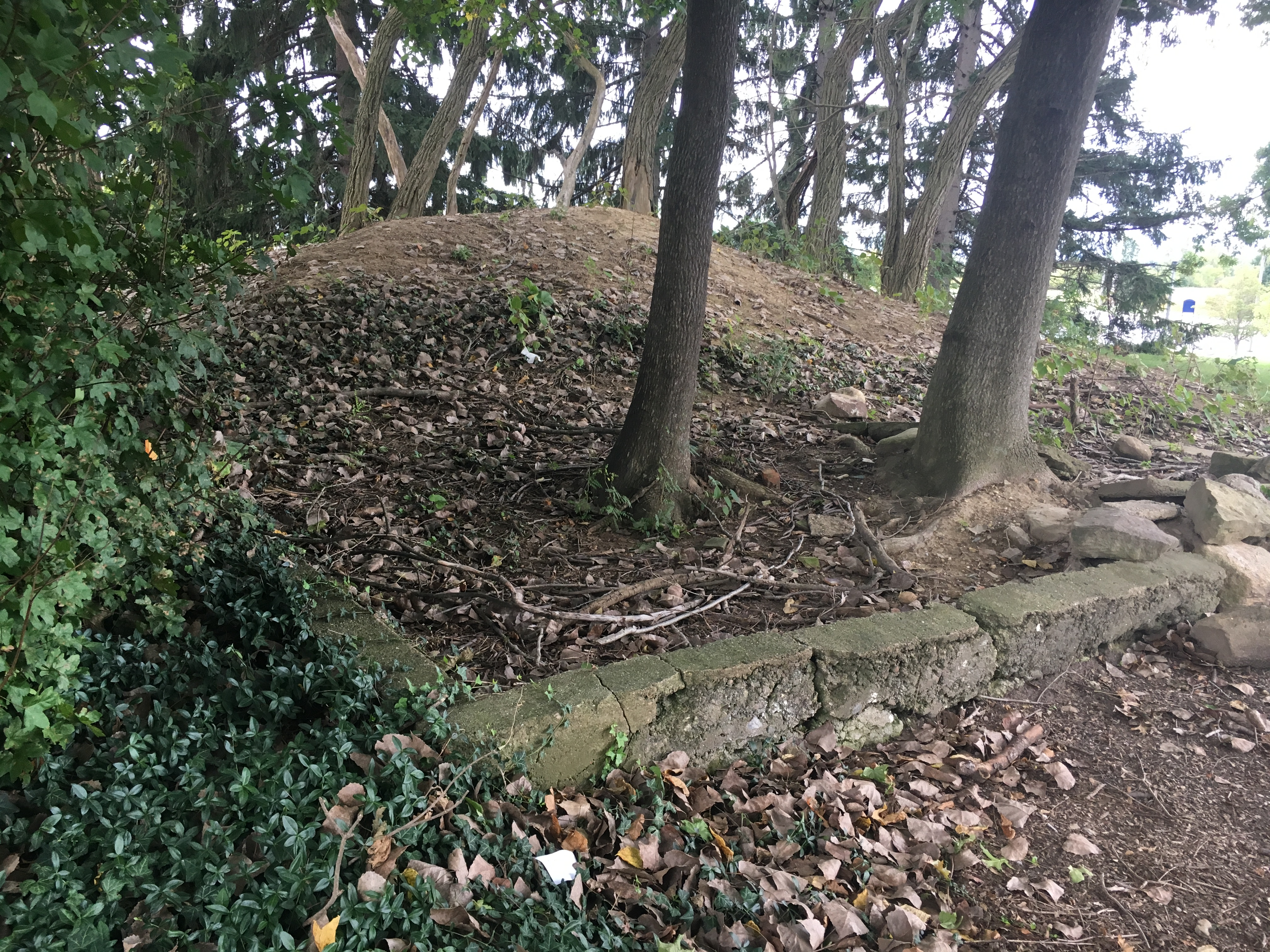
Restos de bosques parcialmente enterrados, Kent, OH, US